# Burnsville (Minnesota)
Pour les articles homonymes, voir Burnsville.
Burnsville est une ville située à 24 kilomètres au sud du centre de Minneapolis située dans le comté de Dakota, dans l'État américain du Minnesota. La ville est sur la rive sud de la rivière Minnesota, en amont du confluent avec le Mississippi. Burnsville et les banlieues proches forment la partie sud de Minneapolis-Saint Paul, la seizième plus grande aire métropolitaine aux États-Unis, avec environ 3,2 millions d'habitants. En 2022, la population de la ville était estimée à 63 936 habitants par le Bureau du recensement des États-Unis.
Originellement une communauté rurale de fermiers irlandais, Burnsville est devenue la dixième plus grande ville au Minnesota en 2000 à la suite de la construction de l'Interstate 35. Actuellement la sixième plus grande banlieue de l'aire métropolitaine de Minneapolis et Saint Paul, la ville a été complètement construite dans les années 2000. La Burnsville Transit Station sert de plaque tournante et dessert le quartier général du Minnesota Valley Transit Authority, et fournit un service de lignes de bus régionales à cinq autres banlieues au sud de la rivière.
Le nom de Burnsville est attribué à l'un des premiers colons irlandais, William Byrne, enregistré en tant que Burns. L'erreur n'a jamais été corrigée.

## Galerie photographique

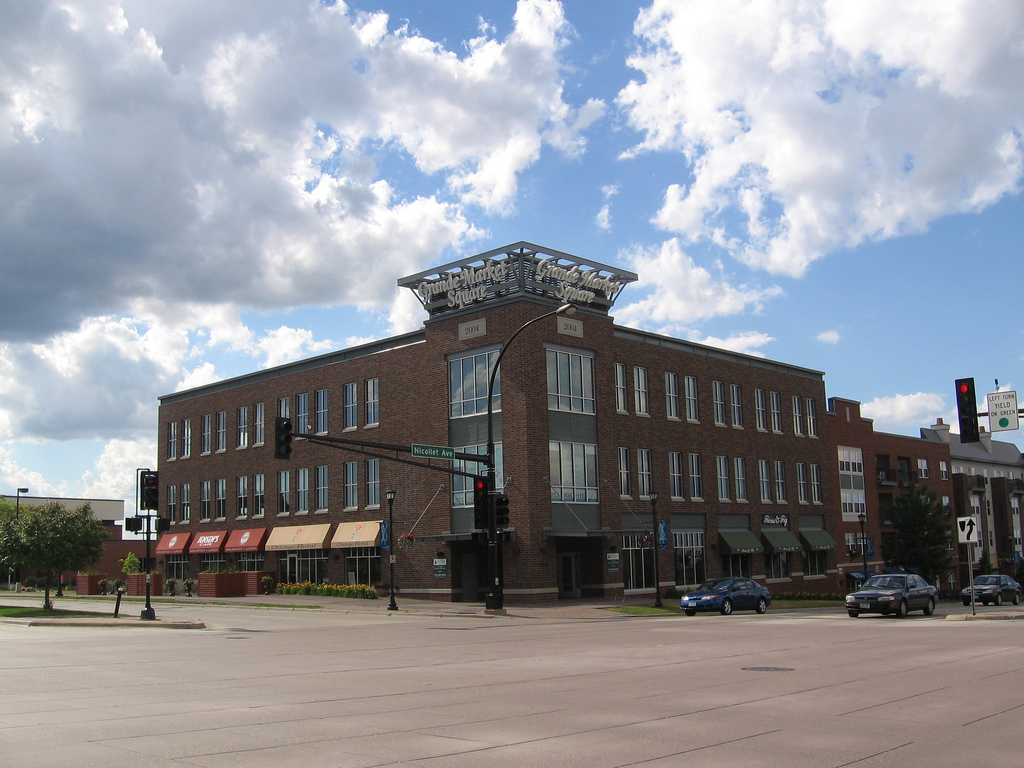
Grande Market Square, situé au cœur de la ville, à l'intersection entre Nicollet Avenue et Burnsville Parkway.